# Pangaea (Yacht)
Die Segelyacht Pangaea ist mit 35 Metern Länge die größte segelnde Expeditionsyacht der Welt, die von ihrem Eigner, dem südafrikanischen Abenteurer und Sportler Mike Horn 2007/2008 gebaut wurde, um auf einer auf vier Jahre angelegten globalen Expedition auf die Umweltzerstörung der Erde aufmerksam zu machen.
Die Pangaea ist benannt nach dem letzten globalen Superkontinent, der vor ca. 250 Millionen Jahren existierte. Der griechische Name bedeutet wörtlich übersetzt alles ein Land. Hier setzt Mike Horn mit seinem Projekt an, wenn er mit dem Expeditionsschiff Pangaea unterstützt von dem Hauptsponsor Mercedes-Benz auf seiner Expeditionsreise in den Jahren 2008 bis 2012 insgesamt 144 Young Explores (= junge Forscher) von allen Kontinenten mitnimmt, die an Bord Forschungsarbeit leisten sollen. Das Projektmotto der Reise lautet: Explore, learn, act – erforsche, lerne, handle. Erst aus dieser Zielsetzung heraus erklärt sich die Yacht Pangaea mit ihrer Kojenkapazität: 30 Schlafplätze stehen zur Verfügung.
Bereits beim Bau der Pangaea musste Mike Horn fast unüberwindliche Hindernisse bewältigen. Werften in Frankreich, Deutschland, Großbritannien und in einigen baltischen Staaten lehnten eine Fertigung im vorgegebenen engen Zeitrahmen von 12 Monaten ab. Das Budget von drei Millionen Euro, das namhafte Sponsoren aufgebracht hatten, reichte bei weitem nicht für die Preisvorstellung von elf Millionen Euro der europäischen Werften. Mike Horn beschritt daraufhin einen abenteuerlichen Weg des Bootsbaues. Er errichtete eine provisorische Bauwerft in den Favelas, den Elendsvierteln der brasilianischen Metropole São Paulo. Hier fand er billiges Aluminium und preiswerte Produktionsbedingungen. Die Schlosser, die in einem Hangar inmitten von Wellblechhütten die Aluminiumteile zusammenschweißten wurden von ihm angeleitet und ausgebildet. 200 Familien fanden Lohn und Brot und Mike Horn konnte die Menschen, die noch niemals ein Schiff gebaut hatten so für das Projekt begeistern, dass die Yacht nach 13 Monaten Bauzeit und 22.000 Arbeitsstunden fertig wurde: Rumpf, Einbauten, Ausrüstung und Elektrik. 
Die Rumpfstruktur wurde besonders kräftig ausgeführt, da mit der Yacht auch die Eismeere befahren werden sollen. Spanten und Stringer (Längsversteifungen) sind in einem Abstand von 36 cm angebracht, üblich sind bei Yachten dieser Größe 60 cm. Der Tiefgang wurde variabel gestaltet, da man nicht nur Ozeane befahren will, sondern auch Flüsse und Uferzonen. Die Lösung ist ein Schwenkkiel, mit dem sich der Tiefgang der Yacht von sechs Metern auf zwei Meter reduzieren lässt. Der fertige Rumpf wurde mit Tiefladern zur 120 Kilometer entfernten Küste gebracht. Der Bootsrumpf aus Aluminium blieb unbehandelt und erhielt keine schützende Farbschicht. Die Segeleigenschaften erwiesen sich nach ausführlichen Probetörns vor Grönland als ausgezeichnet.
Neben dem Umweltschutzgedanken wurde die Yacht auch ökologisch optimiert. Zur Stromerzeugung werden Windgeneratoren, Wasserstoff- und Solarzellen genutzt. In den Segeln sind flexible Solarelemente befestigt. Um den Stromverbrauch zu senken, werden LED-Lampen und dimmbare Leuchtmittel verwendet. Unter Deck wurde ein helles Ambiente durch geschickt platzierte Lichtschächte geschaffen. Die Pantry verfügt über ein Mülltrennungs- und Recycling-System. Tief im Rumpf hat die Yacht Platz für 20 Tonnen Abfall. Mike Horn will auf den Weltmeeren mit Hilfe von Netzen schwimmenden Plastikmüll bergen und später an Land umweltverträglich entsorgen.
Trotz des Umweltgedankens ist die Yacht mit zwei 440 PS starken Dieselmotoren ausgestattet, die Sponsor Mercedes-Benz bereitstellt. Sie seien die emissionsärmsten Motoren, die es gibt. Horn sagt, ohne einen Motor sei die Yacht nicht sicher genug zu bewegen. Die 37.000 Liter Diesel werden aus Sicherheitsgründen in vielen kleineren Tanks gelagert. Unter dem Cockpit wurden eine Dingi-Garage und ein Materiallager eingebaut.
Die Yacht ist für die Medienarbeit mit Flachbildschirmen, Computerschnittstellen, Kommunikationszentrum, Konferenzraum und Schnittstellen zur Herstellung von Filmmaterial ausgestattet.
Sollte sich am Ende des Projektes 2012, das im Oktober 2008 gestartet ist, keine neue Verwendung für die Yacht Pangaea ergeben, plante Mike Horn, sie zu recyclen.
Horn benutzt die Yacht auch im Anschluss, so umsegelte er ab 2016 im Zuge der Pole2Pole Expedition sowohl den Nord- als auch Südpol in zwei Jahren. Im Zuge dessen brachte er das Schiff auch an den nördlichsten von einem Segelboot erreichten Punkt.
Bei der Durchquerung der Antarktis 2019 mit Børge Ousland wurde die Pangaea für die Anreise bis über den 85. Breitengrad benutzt. Bei der Rückreise nahe Svalbard wurde die Pangaea nicht benutzt, da Horn die Befürchtung hatte, dass das Eis zu dick ist und das Boot sinken könnte.